# Bâtiment administratif à Sokobanja
Le bâtiment administratif à Sokobanja (en serbe cyrillique : Административна зграда у Сокобањи ; en serbe latin : Administrativna zgrada u Sokobanji) se trouve à Sokobanja et dans le district de Zaječar, en Serbie. Il est inscrit sur la liste des monuments culturels protégés de la république de Serbie (identifiant no SK 759),.

## Présentation
Le bâtiment est situé dans le quartier thermal de Sokobanja, à l'angle des rues Dragovićeva et Hajduk Veljkova, à côté de la maison de Ljuba Didić ; construit en 1934 comme en témoigne une inscription sur l'attique de l'édifice, il a été conçu comment une villa destinée à accueillir les clients de la station thermale. Le bâtiment est en retrait de l'alignement des rues.
De plan rectangulaire, la villa est constituée d'un simple rez-de-chaussée surmonté d'un toit à quatre pans recouvert de tuiles. L'entrée, située au no 27 de la rue Dragovićeva, est mise en exergue par un porche auquel on accède par quelques marches, encadré par des piliers qui soutiennent une partie de la corniche, elle même surmontée d'une frise ; le tout est couronné par un tympan triangulaire. La façade donnant sur la rue Hajduk Veljkova est rythmée par deux avancées latérales peu profondes et se termine par une corniche ; ces avancées latérales sont chacune couronnées par un pignon du toit prenant la forme d'un tympan triangulaire.
Aujourd'hui, le bâtiment abrite les services administratifs de l'entreprise d'utilité publique Napredak de Sokobanja qui contrôle l'approvisionnement en eau et le traitement des eaux usées de la ville.